# المقاطعة (مسلسل)

طاقم المسلسل

المقاطعة (بالإنجليزية: The District)‏ هو مسلسل دراما تلفزيوني أمريكي عرض على قناة سي بي إس من 7 أكتوبر 2000 إلى 1 مايو 2004. المسلسل يتبع حياة رئيس شرطة واشنطن العاصمة.

## وصلات خارجية
- المقاطعة على موقع IMDb (الإنجليزية)
- المقاطعة على موقع ميتاكريتيك (الإنجليزية)
- المقاطعة على موقع روتن توميتوز (الإنجليزية)
- المقاطعة على موقع كينوبويسك (الروسية)
- المقاطعة على موقع ألو سيني (الفرنسية)
- المقاطعة على موقع قاعدة بيانات الفيلم (الإنجليزية)